# Etapa Departamental de Ucayali 2024
La Etapa Departamental de Ucayali de la Copa Perú 2024 o Liga Departamental de Ucayali 2024 fue la edición número 43 de la competición.

## Sistema de juego
Participan 8 equipos que se clasificaron mediante sus distintas ligas provinciales.
Todos los equipos comienzan desde la fase de cuartos de final, emparejándose en llaves de dos equipos en partidos de ida y vuelta.
Los cuatro equipos ganadores, serán emparejados en un grupo donde los dos primeros avanzarán a la etapa nacional de la Copa Perú, además de disputarse el título del campeonato.

## Participantes
La provincia de Purús no contó con representantes debido a inactividad en su liga provincial.
| Provincia        | Club                 | Condición             |
| ---------------- | -------------------- | --------------------- |
| Coronel Portillo | Rauker F.C.          | Campeón Provincial    |
| Coronel Portillo | Colegio Comercio     | Subcampeón Provincial |
| Padre Abad       | Real Von Humboldt    | Campeón Provincial    |
| Padre Abad       | Sporting Cristal     | Subcampeón Provincial |
| Atalaya          | Municipal de Atalaya | Campeón Provincial    |
| Atalaya          | San Antonio de Padua | Subcampeón Provincial |
| Puerto Inca      | Escuela Municipal    | Campeón Provincial    |
| Puerto Inca      | Huracán              | Subcampeón Provincial |
| Purús            | Sin Participantes    | Sin Participantes     |

## Fase 1
| Llave                                             | Fecha        | Estadio               | Local             | Resultado | Visitante         | Ref   |
| ------------------------------------------------- | ------------ | --------------------- | ----------------- | --------- | ----------------- | ----- |
| I                                                 | 11 de agosto | Aliardo Soria Pérez   | Colegio Comercio  | 1 - 0     | Real Von Humboldt | [ 2 ] |
| I                                                 | 18 de agosto | Municipal de Aguaytia | Real Von Humboldt | 2 - 0     | Colegio Comercio  | [ 3 ] |
| Global : Real Von Humboldt 2 - 1 Colegio Comercio |              |                       |                   |           |                   |       |

| Llave                             | Fecha        | Estadio                  | Local     | Resultado | Visitante | Ref   |
| --------------------------------- | ------------ | ------------------------ | --------- | --------- | --------- | ----- |
| II                                | 11 de agosto | Municipal de Puerto Inca | Huracán   | 0 - 3     | Rauker FC | [ 4 ] |
| II                                | 18 de agosto | Aliardo Soria Pérez      | Rauker FC | 9 - 1     | Huracán   | [ 5 ] |
| Global : Rauker FC 12 - 1 Huracán |              |                          |           |           |           |       |

| Llave                                                 | Fecha        | Estadio              | Local                | Resultado | Visitante            | Ref   |
| ----------------------------------------------------- | ------------ | -------------------- | -------------------- | --------- | -------------------- | ----- |
| III                                                   | 11 de agosto | Municipal de Atalaya | San Antonio de Padua | 1 - 1     | Escuela Municipal    | [ 6 ] |
| III                                                   | 18 de agosto | Aliardo Soria Pérez  | Escuela Municipal    | 1 - 0     | San Antonio de Padua | [ 7 ] |
| Global : Escuela Municipal 2 - 1 San Antonio de Padua |              |                      |                      |           |                      |       |

| Llave                                                | Fecha        | Estadio               | Local                | Resultado | Visitante            | Ref   |
| ---------------------------------------------------- | ------------ | --------------------- | -------------------- | --------- | -------------------- | ----- |
| IV                                                   | 11 de agosto | Municipal de Atalaya  | Municipal de Atalaya | 0 - 1     | Sporting Cristal     |       |
| IV                                                   | 18 de agosto | Municipal de Aguaytia | Sporting Cristal     | 3 - 2     | Municipal de Atalaya | [ 8 ] |
| Global : Sporting Cristal 4 - 2 Municipal de Atalaya |              |                       |                      |           |                      |       |

## Fase Final
Leyendas
     — Campeón y clasificado a la Etapa Nacional .
     — Subcampeón y clasificado a la Etapa Nacional.
| Equipos           | Pts. | PJ | PG | PE | PP | GF | GC | Dif |
| ----------------- | ---- | -- | -- | -- | -- | -- | -- | --- |
| Rauker FC         | 13   | 6  | 4  | 1  | 1  | 23 | 7  | 16  |
| Real Von Humboldt | 10   | 6  | 3  | 1  | 2  | 9  | 13 | -4  |
| Escuela Municipal | 8    | 6  | 2  | 2  | 2  | 5  | 5  | 0   |
| Sporting Cristal  | 2    | 6  | 0  | 2  | 4  | 7  | 19 | -12 |

### Partidos
| Fecha 1           | Fecha 1     | Fecha 1           | Fecha 1             | Fecha 1      | Fecha 1 | Fecha 1 | Fecha 1 |
| Equipo 1          | Resultado   | Equipo 2          | Estadio             | Fecha        | Hora    | Ref     |         |
| ----------------- | ----------- | ----------------- | ------------------- | ------------ | ------- | ------- | ------- |
| Real Von Humboldt | 3 - 0 2 - 2 | Sporting Cristal  | Aliardo Soria Pérez | 25 de agosto | 13:00   | [ 9 ]   |         |
| Rauker FC         | 1 - 0       | Escuela Municipal | Aliardo Soria Pérez | 25 de agosto | 15:00   | [ 10 ]  |         |

| Fecha 2           | Fecha 2   | Fecha 2           | Fecha 2             | Fecha 2      | Fecha 2 | Fecha 2 | Fecha 2 |
| Equipo 1          | Resultado | Equipo 2          | Estadio             | Fecha        | Hora    | Ref     |         |
| ----------------- | --------- | ----------------- | ------------------- | ------------ | ------- | ------- | ------- |
| Real Von Humboldt | 1 - 7     | Rauker FC         | Aliardo Soria Pérez | 30 de agosto | 13:00   | [ 11 ]  |         |
| Sporting Cristal  | 1 - 2     | Escuela Municipal | Aliardo Soria Pérez | 30 de agosto | 15:00   | [ 12 ]  |         |

| Fecha 3           | Fecha 3   | Fecha 3           | Fecha 3             | Fecha 3        | Fecha 3 | Fecha 3 | Fecha 3 |
| Equipo 1          | Resultado | Equipo 2          | Estadio             | Fecha          | Hora    | Ref     |         |
| ----------------- | --------- | ----------------- | ------------------- | -------------- | ------- | ------- | ------- |
| Real Von Humboldt | 2 - 1     | Escuela Municipal | Aliardo Soria Pérez | 1 de setiembre | 13:00   | [ 13 ]  |         |
| Sporting Cristal  | 2 - 9     | Rauker FC         | Aliardo Soria Pérez | 1 de setiembre | 15:00   | [ 14 ]  |         |

| Fecha 4           | Fecha 4   | Fecha 4           | Fecha 4             | Fecha 4        | Fecha 4 | Fecha 4 | Fecha 4 |
| Equipo 1          | Resultado | Equipo 2          | Estadio             | Fecha          | Hora    | Ref     |         |
| ----------------- | --------- | ----------------- | ------------------- | -------------- | ------- | ------- | ------- |
| Real Von Humboldt | 2 - 1     | Sporting Cristal  | Aliardo Soria Pérez | 8 de setiembre | 13:00   | [ 15 ]  |         |
| Rauker FC         | 0 - 1     | Escuela Municipal | Aliardo Soria Pérez | 8 de setiembre | 15:00   | [ 16 ]  |         |

| Fecha 5           | Fecha 5   | Fecha 5           | Fecha 5             | Fecha 5         | Fecha 5 | Fecha 5 | Fecha 5 |
| Equipo 1          | Resultado | Equipo 2          | Estadio             | Fecha           | Hora    | Ref     |         |
| ----------------- | --------- | ----------------- | ------------------- | --------------- | ------- | ------- | ------- |
| Sporting Cristal  | 1 - 1     | Escuela Municipal | Aliardo Soria Pérez | 15 de setiembre | 13:00   | [ 17 ]  |         |
| Real Von Humboldt | 1 - 4     | Rauker FC         | Aliardo Soria Pérez | 15 de setiembre | 15:00   | [ 18 ]  |         |

| Fecha 6           | Fecha 6   | Fecha 6           | Fecha 6             | Fecha 6         | Fecha 6 | Fecha 6 | Fecha 6 |
| Equipo 1          | Resultado | Equipo 2          | Estadio             | Fecha           | Hora    | Ref     |         |
| ----------------- | --------- | ----------------- | ------------------- | --------------- | ------- | ------- | ------- |
| Sporting Cristal  | 2 - 2     | Rauker FC         | Aliardo Soria Pérez | 22 de setiembre | 13:00   | [ 19 ]  |         |
| Real Von Humboldt | 0 - 0     | Escuela Municipal | Aliardo Soria Pérez | 22 de setiembre | 15:15   | [ 20 ]  |         |

|             |
| Campeón     |
| Rauker FC   |
| 1.er título |

## Clasificados a la Etapa Nacional
|           |                   |
| Rauker FC | Real Von Humboldt |
| Campeón   | Subcampeón        |